# Cate Campbell

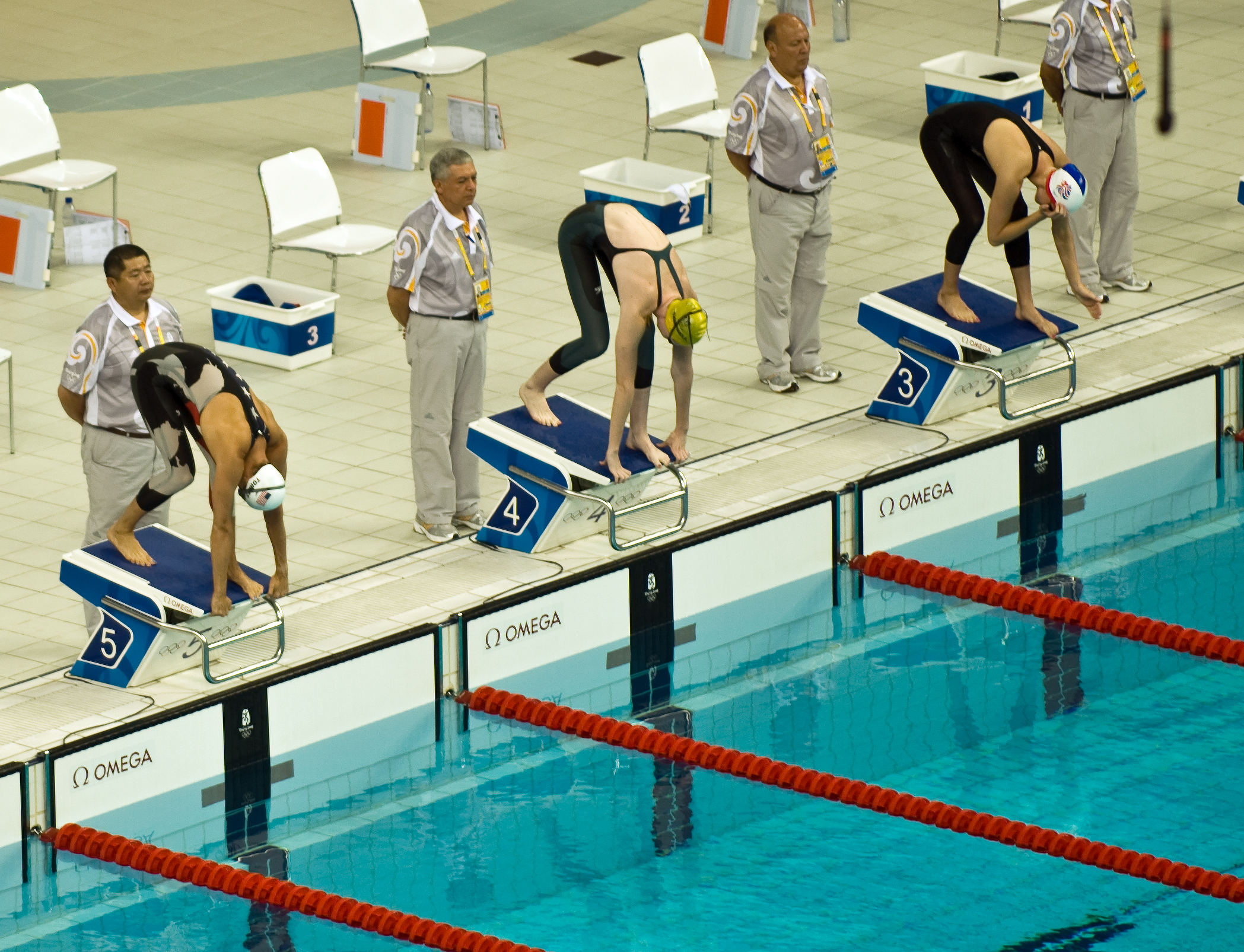
Campbell (4) tijdens de Olympische Spelen in Peking (2008).

Cate Natalie Campbell (Blantyre (Malawi), 20 mei 1992) is een Australische zwemster. Campbell vertegenwoordigde Australië op de Olympische Zomerspelen 2008 in Peking, op de Olympische Zomerspelen 2012 in Londen en op de Olympische Zomerspelen 2016 in Rio de Janeiro. Ze is de oudere zus van zwemster Bronte Campbell.

## Carrière
Tijdens de Australische kampioenschappen zwemmen 2008 in Sydney plaatste Campbell zich op 15-jarige leeftijd voor de Spelen in Peking, ze deed dit op de 50 en 100 meter vrije slag beide keren achter Libby Trickett die op beide afstanden het wereldrecord aanscherpte. Op de Spelen kwam Campbell eerst in actie op de 4x100 meter vrije slag waarop zij met ploeggenoten Alice Mills, Melanie Schlanger en Libby Trickett het brons veroverde. Op de 100 meter vrije slag werd ze met een dertiende tijd in de halve finales uitgeschakeld. Op de slotdag legde ze achter Britta Steffen en Dara Torres beslag op de bronzen medaille op de 50 meter vrije slag.
Op de wereldkampioenschappen zwemmen 2009 in de Italiaanse hoofdstad Rome sleepte Campbell de bronzen medaille in de wacht op de 50 meter vrije slag, een plak die ze moest delen met de Nederlandse Marleen Veldhuis.
Vanwege een virus moest de Australische afzeggen voor de Pan Pacific kampioenschappen zwemmen 2010 en de Gemenebestspelen 2010 en wist ze zich niet te kwalificeren voor de wereldkampioenschappen zwemmen 2011. Tijdens de Olympische Zomerspelen van 2012 in Londen veroverde ze samen met Alicia Coutts, Brittany Elmslie en Melanie Schlanger de gouden medaille op de 4x100 meter vrije slag. Daarna moest ze afzeggen voor de 100 meter vrije slag, op de 50 meter vrije slag strandde ze in de halve finales.

### 2013-heden
In Barcelona nam Campbell deel aan de wereldkampioenschappen zwemmen 2013. Ze behaalde op dit WK 4 medailles, waaronder een gouden medaille op de 100 meter vrije slag. In de finale van de 50 meter vrije slag legde ze beslag op de tweede stek. Op de 4x100 meter vrije slag legde ze samen met Alicia Coutts, haar zus Bronte Campbell en Emma McKeon beslag op de zilveren medaille. Ook in de finale van de 4x100 meter wisselslag behaalde ze een zilveren medaille, dit keer samen met Alicia Coutts, Sally Foster en Emily Seebohm.
Tijdens de Gemenebestspelen 2014 in Glasgow veroverde de Australische de gouden medaille op de 100 meter vrije slag en de zilveren medaille op de 50 meter vrije slag. Op de 4x100 meter vrije slag legde ze samen met Bronte Campbell, Melanie Schlanger en Emma McKeon beslag op de gouden medaille, het Australische kwartet verbrak tevens het wereldrecord. Samen met Emily Seebohm, Lorna Tonks en Emma McKeon sleepte ze de gouden medaille in de wacht op de 4x100 meter wisselslag. Op de Pan-Pacifische kampioenschappen zwemmen 2014 in Gold Coast veroverde Campbell de gouden medaille op zowel de 50 als de 100 meter vrije slag, Op de 4x100 meter vrije slag legde ze samen met Brittany Elmslie, Melanie Schlanger en Bronte Campbell op de gouden medaille. Samen met Emily Seebohm, Lorna Tonks en Alicia Coutts sleepte ze de gouden medaille in de wacht op de 4x100 meter wisselslag.
In Kazan nam de Australische deel aan de wereldkampioenschappen zwemmen 2015. Op dit toernooi behaalde ze de bronzen medaille op de 100 meter vrije slag, op de 50 meter vrije slag eindigde ze op de vierde plaats. Op de 4x100 meter vrije slag werd ze samen met Emily Seebohm, Emma McKeon en Bronte Campbell wereldkampioen.
Tijdens de Olympische Zomerspelen van 2016 in Rio de Janeiro eindigde Campbell als vijfde op de 50 meter vrije slag en als zesde op de 100 meter vrije slag. Samen met Emma McKeon, Brittany Elmslie en Bronte Campbell veroverde ze de gouden medaille op de 4x100 meter vrije slag. Op de 4x100 meter wisselslag legde ze samen met Emily Seebohm, Taylor McKeown en Emma McKeon beslag op de zilveren medaille.

## Internationale toernooien
| Jaar | Olympische Spelen                                                              | WK langebaan                                                                                            | WK kortebaan  | PanPacs                                                                                              | Gemenebestspelen                                                         |
| ---- | ------------------------------------------------------------------------------ | --- | ------------- | --- | ------------------------------------------------------------------------ |
| 2008 | 50m vrije slag · 10e 100m vrije slag · 4x100m vrije slag                       | | geen deelname | |                                                                          |
| 2009 |                                                                                | 50m vrije slag                                                                                          |               | |                                                                          |
| 2010 |                                                                                | | geen deelname | geen deelname                                                                                        | geen deelname                                                            |
| 2011 |                                                                                | geen deelname                                                                                           |               | |                                                                          |
| 2012 | 13e 50m vrije slag · 4x100m vrije slag                                         | | geen deelname | |                                                                          |
| 2013 |                                                                                | 50m vrije slag · 100m vrije slag · 4x100m wisselslag · 4x100m vrije slag                                |               | |                                                                          |
| 2014 |                                                                                | | geen deelname | 50m vrije slag · 100m vrije slag · 4x100m vrije slag · 4x100m wisselslag                             | 50m vrije slag · 100m vrije slag · 4x100m vrije slag · 4x100m wisselslag |
| 2015 |                                                                                | 4e 50m vrije slag · 100m vrije slag · 4x100m vrije slag                                                 |               | |                                                                          |
| 2016 | 5e 50m vrije slag · 6e 100m vrije slag · 4x100m vrije slag · 4x100m wisselslag | | geen deelname | |                                                                          |
| 2017 |                                                                                | geen deelname                                                                                           |               | |                                                                          |
| 2018 |                                                                                | | geen deelname | 50m vrije slag · 100m vrije slag · 4x100m vrije slag · 4x100m wisselslag · 4x100m wisselslag gemengd | 50m vrije slag · 100m vrije slag · 50m vlinderslag · 4x100m vrije slag   |
| 2019 |                                                                                | 100m vrije slag · 50m vrije slag · 4×100 m vrije slag · 4×100 m wisselslag gemengd · 4×100 m wisselslag |               | |                                                                          |

## Persoonlijke records
Bijgewerkt tot en met 10 augustus 2018
Kortebaan
| Afstand         | Tijd  | Datum           | Plaats   |
| --------------- | ----- | --------------- | -------- |
| 50m vrije slag  | 23,19 | 27 oktober 2017 | Adelaide |
| 100m vrije slag | 50,25 | 26 oktober 2017 | Adelaide |

Langebaan
| Afstand         | Tijd  | Datum            | Plaats    |
| --------------- | ----- | ---------------- | --------- |
| 50m vrije slag  | 23,78 | 7 april 2018     | Southport |
| 100m vrije slag | 52,03 | 10 augustus 2018 | Tokio     |